# Art Center College of Design
Art Center College of Design, comúnmente llamado Art Center, es una universidad privada ubicada en Pasadena, California. Fundada en 1930, es hoy una de las instituciones líderes en el mundo en la enseñanza gráfica y de diseño industrial (especialmente en el diseño de automóviles). 